# Демонд Грин
Демонд Грин (енгл. Demond Greene; Форт Худ, САД, 15. јун 1979) је бивши немачки кошаркаш. Играо је на позицији бека.